# Chieko Honda
Chieko Honda (本多 知恵子 Honda Chieko?,  Tokio, Japón, 28 de marzo de 1963 - Ibidem, 18 de febrero de 2013) fue una actriz, seiyū y narradora japonesa. Hoda nació en Tokio, pero pasó su adolescencia en la Prefectura de Akita. Durante su vida estuvo afiliada a Haikyō, y hasta el momento de su muerte lo estuvo con Aoni Production.
Honda falleció el 18 de febrero de 2013 como consecuencia de un cáncer de colon que le fue diagnosticado meses atrás.

## Filmografía

### Anime
- After War Gundam X (Ennil El)
- Akihabara Dennō Gumi (Jun Goutokuji/Blood Falcon)
- Bosco Adventure (Araiguma)
- Devil Hunter Yohko (Chikako Ogawa)
- Dragon Ball (Pochawompa)
- Dragon Century (Rullishia)
- Flame of Recca (Mikoto)
- Floral Magician Mary Bell (Mary Bell)
- Full Moon o Sagashite (Meroko Yui)
- Gall Force (Amy)
- Grenadier - The Senshi of Smiles (Tenshi)
- Heavy Metal L-Gaim (Amu Fanneria)
- Here is Greenwood (Miya Igarashi)
- Katekyo Hitman Reborn! (Yoka Iris)
- Kimagure Orange Road (Kurumi Kasuga)
- Kiteretsu Daihyakka (Miyoko Nonoka)
- Lady Lady!! (Sarah Frances Russell)
- Madara (Kirin)
- Magical Taruruuto-kun (Chizuru Edojou)
- Mermaid Melody Pichi Pichi Pitch (Yūri)
- Mobile Suit Gundam ZZ (Elpeo Ple, Ple Two)
- Penguin Musume Heart (Black Rose)
- Pocket Monsters Diamond & Pearl (Natane/Gardenia)
- Riding Bean (Chelsea)
- Rosario + Vampire Capu2 (Ageha Kurono)
- Rurouni Kenshin (Azusa)
- Sailor Moon S (Tellu)
- Soul Eater (Marie Mjolnir)
- Shōjo Kakumei Utena (Kozue Kaoru)
- Beastars (Haru)
- Silent Möbius (Nami Yamigumo)
- Tekkaman Blade II (Natasha Pablochiva/Tekkaman Vesna)
- Wedding Peach (Noiizu)
- Yagami-kun's Family Affairs (Nomi Yagami)
- YuYu Hakusho (Misako)